# Jonelle Filigno
Jonelle Filigno (* 24. September 1990 in Mississauga, Ontario) ist eine kanadische ehemalige Fußballspielerin. Sie spielte für den Sky Blue FC und in der Nationalmannschaft als Stürmerin.

## Karriere
Filigno spielte von 2008 bis 2013 für die Mannschaft der Rutgers University, die Rutgers Scarlet Knights.
2008 gewann sie mit Kanada die CONCACAF U-20-Meisterschaft der Frauen und nahm an der U-20-Fußball-Weltmeisterschaft der Frauen 2008 teil.
Ihr erstes A-Länderspiel machte sie mit 17 Jahren am 16. Januar 2008 beim 0:4 gegen die USA beim Vier-Nationen-Turnier. Mit der kanadischen Fußballnationalmannschaft nahm sie 2008 an den Olympischen Spielen 2008 teil. Die Kanadierinnen erreichten dort als einer der beiden besten Gruppendritten das Viertelfinale, wo sie durch ein 1:2 n. V. gegen den späteren Goldmedaillengewinner USA ausschieden. Im August 2009 zog sie sich in einem Testspiel der Rutgers University einen Kreuzbandriss zu. 2010 gewann sie mit Kanada den CONCACAF Women’s Gold Cup 2010, wo sie gemeinsam mit Amy Rodriguez mit vier Toren den vierten Platz in der Torschützenliste belegte. 2011 konnte sie mit Kanada den Zypern-Cup gewinnen und wurde als jüngste Spielerin in den kanadischen Kader für die WM berufen. Sie wurde im Eröffnungsspiel gegen Deutschland eingesetzt und kam damit zu ihrem ersten WM-Spiel. Auch in den beiden weiteren Gruppenspielen kam sie zum Einsatz, schied aber mit Kanada nach drei Niederlagen in der Vorrunde aus.
Für die Olympischen Spiele 2012 wurde sie ebenfalls nominiert. Sie kam im zweiten Gruppenspiel zu ihrem ersten Einsatz, als sie in der 74. Minute eingewechselt wurde. In den folgenden vier Spielen stand sie jeweils in der Startformation, wurde aber gegen Ende der zweiten Halbzeit jeweils ausgewechselt. Im Viertelfinalspiel gegen Großbritannien erzielte sie das 1:0 (Endstand 2:0). Beim Spiel um Platz 3 gegen Frankreich machte sie ihr 50. Länderspiel.
2015 kam sie bei der Weltmeisterschaft im eigenen Land zum Einsatz.

## Erfolge
- CONCACAF Women’s Gold Cup 2010 Sieger
- Zypern-Cup-Sieger 2008, 2011
- Olympische Bronzemedaille 2012

## Auszeichnungen
- Kanadas U-20 Spielerin des Jahres 2008 und 2010